# Antonio Ferrari
Antonio Ferrari, noto anche con lo pseudonimo di DJ Ralf (Bastia Umbra, 20 settembre 1957), è un disc jockey italiano di musica principalmente house, e fondatore di LaTerra Recordings, un'etichetta discografica indipendente.

## Biografia
Nasce a Bastia Umbra in provincia di Perugia, e fin dalla più tenera età viene ribattezzato Ralf da amici e familiari.

### Carriera
Inizialmente lavora in piccoli locali del perugino, ma riesce in seguito ad approdare alla discoteca Cocoricò di Riccione dov'era, fino alla sua chiusura nel 2019 (successivamente riaperto nel 2021), resident dj.
Oltre che al Cocoricò e al Tenax (Firenze), ha lavorato anche in altri locali della riviera romagnola quali Villa delle Rose, Bikini Disco Dinner, Musica e Peter Pan (dove si tiene annualmente il suo dj set "Ralf Pic-Nic") e in molti altri, sia in Italia che all'estero.
Nel 2006 esce il suo primo disco, I've Done It, realizzato in collaborazione con l'amico e dj Alex Neri. In questa occasione fonda un'etichetta discografica indipendente, la LaTerra Recordings", che pubblica come primo disco proprio I've Done It.
Nel 2007 Ralf ha condotto, per circa due mesi, al Privilege di Ibiza, il party Alma di cui ha curato personalmente l'identità musicale e in cui si è esibito con dj di livello internazionale quali Steve Bug, Timo Maas, Matt Johnson, Ellen Allien e molti altri.
È stato titolare (fino all'agosto 2006) di una rubrica chiamata Touch and Go per la rivista online mensile Discoid.
Compare, verso la fine, nel videoclip del singolo Mondo di Cesare Cremonini in collaborazione con Jovanotti.
Nel 2012 esegue un remix per i The Party Favors, Winter of My Caravan per il loro primo discote.